# San Jose (Batangas)
San Jose (Bayan ng San Jose) är en kommun i Filippinerna. Kommunen ligger på ön Luzon, och tillhör provinsen Batangas. Folkmängden uppgår till 68 517 invånare.

## Barangayer
San Jose är indelat i 33 barangayer.
| - Aguila - Anus - Aya - Bagong Pook - Balagtasin - Balagtasin I - Banaybanay I - Banaybanay II - Bigain I - Bigain II - Calansayan | - Dagatan - Don Luis - Galamay-Amo - Lalayat - Lapolapo I - Lapolapo II - Lepute - Lumil - Natunuan - Palanca - Pinagtung-Ulan | - Poblacion Barangay I - Poblacion Barangay II - Poblacion Barangay III - Poblacion Barangay IV - Sabang - Salaban - Santo Cristo - Mojon-Tampoy - Taysan - Tugtug - Bigain South |

## Bildgalleri

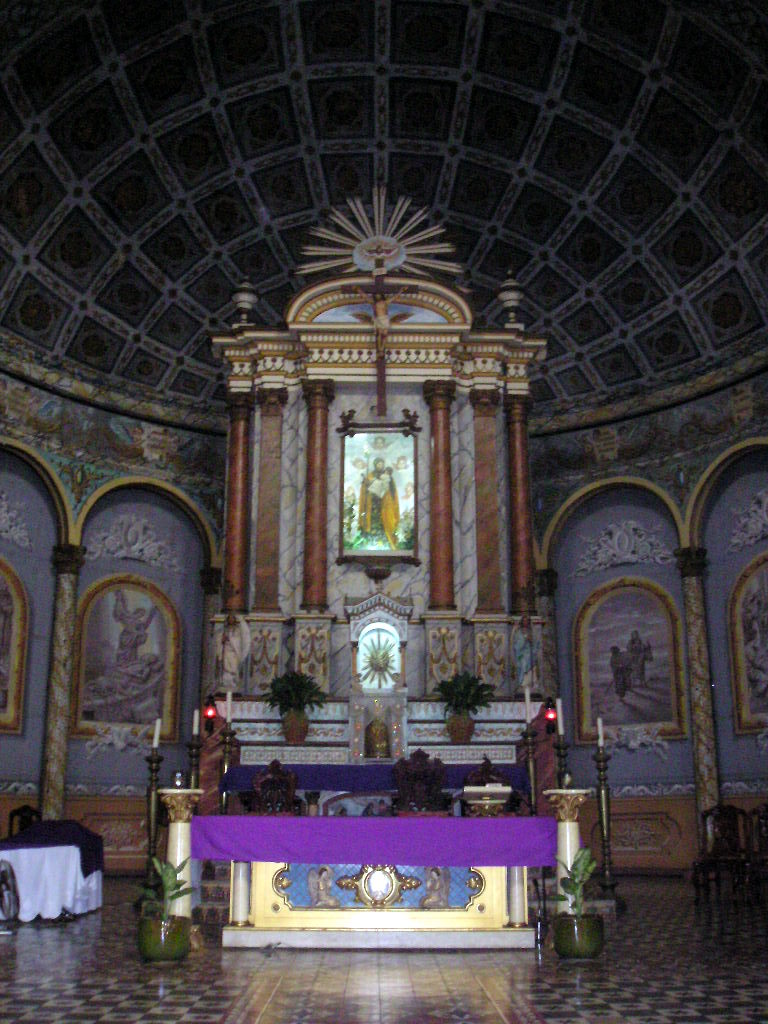